# 史密斯威森M57左輪手槍
史密斯威森是一系列由美国槍械公司史密斯威森所研製及生產的6發式“N型底把”雙動操作式左輪手槍，發射火力強大的.41 Remington Magnum雷明登馬格南或火力相對較弱的.41特種彈這二種.41口徑的手枪子彈。
該槍最初被設計為執法機關的武器。然而，由於其尺寸和後座力，它被發現更為受到民用靶子射擊和獵人所青睞。

## 歷史
1960年代初，三名著名的槍手及作家們，埃爾默·基斯（英語：Elmer Keith）、比爾·喬丹（英語：Bill Jordan）和斯基特·斯凱爾頓（英語：Skeeter Skelton）遊說雷明登武器公司和史密斯&威森推出新型的.41口徑警察子彈，以填補.357和.44麥格農之間的感知彈道學性能空白為目標，從而造就一個被他們認為將會是最終極的執法用途彈種。
作為回應，1964年4月，雷明登推出了.41麥格農子彈；並有如合奏般，史密斯&威森也推出了能裝填新型彈藥的M57左輪手槍。
埃爾默·基思最初為新型子彈提出的名稱為“.41警用彈”（英語：.41 Police），但雷明登卻選擇.41麥格農，希望利用其前代麥格農系產品的名聲和流行度作為宣傳手段。

## 特點
在1964年4月首次推出M57製有3英吋、4英吋、6英吋、61 ⁄ 2英吋、和83⁄8英吋槍管的型號，並具有高度拋光烤藍和鍍镍塗層兩種表面處理。使用史密斯&威森大型的“N型底把”為基礎製作的M57是該公司的主打產品之一，提供基本（底把）上相同而且著名的S&W M29般一流的適應性和表面處理，除了本槍是.41口徑，而非M29的44口徑。與M29一樣，M57保有红色刀片狀準星和可調節的白色輪廓後部金屬開放式照門，靶子型扳機、靶子型擊錘和超大型木製靶子型握把。

## 彈藥
雷明登原來在.41麥格農子彈陣容上提供了兩種彈藥的裝藥。首先是全威力型396.24—426.72米／秒（1,300—1,400英尺／秒）狩獵或重型用量型裝藥，使用一顆半被甲軟尖彈頭（即俗稱的「達姆彈」），有著媲美強大的.44麥格農的制止力，同時具有更低的後座力和平直的彈道軌跡。而使用第二種裝藥的彈藥是一種針對執法用途、威力不會那麼強大的350.52米／秒（1,150英尺／秒）210格令铅製半平頭彈。

## 市場反應
可惜，由於多種因素，導致.41麥格農很遺憾地從來沒有成為它的開發者和支持者設想的“下一種偉大的警用彈藥”。
首先，大多數部門和員佐級人員都完全滿足於自己的傳統型.38特種彈左輪手槍；而且如果需要更多的制止力，也可使用諸如流行的.357麥格農子彈。此外，當高級警官可以說服評估.41麥格農時，許多人卻抱怨的指出即使是後座力較輕的.41麥格農“警用裝藥”射擊也令人不順手，而.357馬格南提供足夠的性能而不會出現可與.41相提並論的瘀傷性後座力和槍口炸震。此外，由於史密斯&威森和雷明登的營銷決策，為新彈藥冠以“麥格農”之名作為研製工作的結束，反而違背了他們最初將其用以投放於執法機關市場的願望。警察組織發現，當在一個他們正在為了政治正確和奉行積極的公共關係上而努力，以抵消對於警察暴力所造成的任何可能的公眾知觉的時代之中，大威力的“麥格農”狩獵型武器的內涵反而是不符合當時的時代的武器。雖然.41麥格農曾獲得採用，成為少數城市的警察部門，例如德克萨斯州的阿馬里洛和聖安東尼奧以及加州旧金山在大多數的選擇中獲得通過以後的標準彈藥。
此外，在抓緊了其“大哥哥”M29 .44麥格農左輪手槍的風頭的影子推出以下，M57從那刻開始努力爭取多大的市場份額。M57以「打起來比.44麥格農還要順手，威力比.357麥格農還要強大」作為宣傳；但儘管如此，在市場的反應而言，.41麥格農的評價卻不怎麼樣理想。從1971年開始，當克林·伊斯威特主演的熱門电影《辣手神探》（以及其四部續集）當中的虛構角色和主角“骯髒”哈利·卡拉漢以“世界上火力最強的手槍”M29作為其招牌武器以後，這種差距卻進一步的擴大。在該電影的發行之後，許多同時代的.44麥格農槍械，連帶的包括.41麥格農槍械，從廣大美國和民用的槍械市場中失寵了。而且本來.44麥格農就與「.357麥格農與.38特種彈的關係」一樣，有一種.44特種彈可與其互換使用（以後的.500 S&W麥格農／.500 S&W特種彈和.460 S&W麥格農／.454卡蘇爾／.45柯爾特也是相同道理）；如果使用者認為前者的後座力過於強大，就可以只使用後者而沒有特地又另外么購買另一款槍械與子彈的必要。就算在威力上而言，也有不少認為「.357麥格農已經夠強了」的槍手；而對於追求更強火力快感的槍手而言，.41麥格農只具有如半桶水般的威力，實在是不具有極巨大的吸引力。
最後在1980年代中期，一系列由不鏽鋼製作、底把更為輕便與緊湊的左輪手槍出現以後就獲得廣泛歡迎和商業成功。這些警方制式武器為其於市場的導向的槍械，例如S&W M19的不鏽鋼版本、M66的型號，亦加速了M57的滅亡。
總體而言，M57及其衍生型未能產生與其所期望相應的利潤（或銷售額）。.41麥格農在使用者的心中只是強烈地留下了「高不成低不就」的負面印象。

## 衍生型

### 史密斯威森M57
史密斯威森性能中心曾經生產一款非常罕見的5英吋槍管型。已知的所有例子包括傳統縮短型槍管底部凸桿／退殼桿護套。

### 史密斯威森M657
史密斯威森M657是史密斯威森M57在1986年末推出的不鏽鋼底把的衍生型。根據來自史密斯威森的衍生型號名稱編配手法，M627這個型號是在原來的M27左輪手槍的型號名稱前面增加一個6字，以表示這是原來的M27左輪手槍設計的不鏽鋼底把版本，這點與史密斯威森M625、史密斯威森M627、史密斯威森M629、史密斯威森M686相同。

#### 相關衍生型
- S&W M657 2.625"型（英語：Smith & Wesson Model 657 2.625"）是一把6發弹巢和不鏽鋼底把以及採用66.675毫米（2.625英吋）槍管的左輪手槍，是2.625"型系列的一部份。

### 史密斯威森M357
史密斯威森M357是史密斯威森M57的钪合金底把版本，表面採用了啞光黑色。根據來自史密斯威森的衍生型號名稱編配手法，M357這個型號是在原來的M57左輪手槍的型號名稱前面增加一個3字以表示這是原來的M57左輪手槍設計的钪合金版本，這點與史密斯威森M325、史密斯威森M327、史密斯威森M329、史密斯威森M310、史密斯威森M386相同。

#### 相關衍生型
- S&W 357PD（英語：Smith & Wesson Model 357PD）是一把钪合金底把的個人防衛型左輪手槍，是PD型系列的一部份。
- S&W M357夜間護衞型（英語：Smith & Wesson Model 357 Night Guard）是一把钪合金底把以及採用PVD塗層弹巢、氚光機械瞄具的左輪手槍，是夜間護衞型系列的一部份。

## 史密斯威森M58
1964年7月10日，史密斯威森推出了更為基本的和便宜的.41麥格農用以讓警察部門採購。這款M57的廉價型版本的設計原理類似.38特種彈口徑的S&W M10重槍管型或.357麥格農口徑的S&W M28「公路巡警」。M58空槍重量為1,162.33克（41盎司），使用4英吋（101.6毫米）槍管、固定金屬開放式瞄具，和更簡單的標準型“大制式”手槍用握把。表面處理選擇與其高檔的M57弟兄們一樣是烤藍和鍍镍，但不久以後推出M58的史密斯威森決定採用更為廉價的“啞光”烤藍表面處理，並且認為這表面處理會比較適合基本的“工作人員”型號。簡單樸素的M58也取消了用作退殼桿護套的底部凸桿，但保留了固定槍管與更高昂的M57的反膛弹巢。從1964年至1977年之間，大約生產了20,000把M58。2008年，它再度由史密斯威森推出，並具有光亮鍍鎳與明亮烤藍兩種的表面處理。

## 資料來源
1. 1 2 3 4 5 6 7 8 9  “Smith & Wesson’s .41 Magnum” （页面存档备份，存于）, Free Patriot Web site. Accessed August 5, 2008.
2. 1 2 3 4  “S&W Model 57” （页面存档备份，存于）, Notpurfect Web site. Accessed August 5, 2008.
3. 1 2 3 4  Miller, Payton. “Smith & Wesson Model 58” （页面存档备份，存于）, Guns and Ammo magazine Web site. Accessed August 5, 2008.
4. ↑  ”The .41 Mag: if only we could do it over” （页面存档备份，存于）, Guns magazine April, 2005. Guns magazine Web site. Accessed August 5, 2008.
5. ↑  44, Doc. . The Smith & Wesson Forum. http://smith-wessonforum.com/.   [2015-09-13]. （原始内容存档于2014-10-23）.
6. ↑  Boorman, Dean K. . Globe Pequot Press. 2002: 86  [31 July 2013]. ISBN 978-1-58574-721-4.
7. ↑  Supica, Jim; Nahas, Richard. . Iola, Wisconsin: Gun Digest Books. 2006: 268  [31 July 2013]. ISBN 978-1-4402-2700-4.

- （英文）—Manfacturer: Smith & Wesson （页面存档备份，存于）—

- - ARCHIVE: Model 57 - S&W Classics - 6" .41 Magnum
  - ARCHIVE: Model 57 - S&W Classics - 4" .41 Magnum
  - Model 57 - S&W Classics - 6" .41 Magnum

## 外部連結
- （英文）—Modern Firearms—Smith & Wesson N-frame revolvers
- （英文）—Notpurfect.com—m57 （页面存档备份，存于）
- （英文）—The Firearm Blog.com—
  - S&W Model 357 Night Guard .41 Magnum （页面存档备份，存于）
  - S&W Model 57 range avalible .41 Magnum （页面存档备份，存于）
- （英文）—Tactical-Life.com—Smith & Wesson M58 Classic .41 MAG Revolver Review （页面存档备份，存于）
- （英文）—Personal Defense World.com—32 Revolvers From CONCEALED CARRY HANDGUNS 2016（页面存档备份，存于）
- （英文）—Guns.com—
  - Smith & Wesson Model 57 Classic （页面存档备份，存于）
  - Smith & Wesson Model 58 Classic （页面存档备份，存于）
  - The Black Sheep of the Family: the .41 Magnum （页面存档备份，存于）
  - Review of a Perfect Match: S&W 57 in .41 Magnum
  - Smith & Wesson’s Model 57 brings the .41 Mag back from the grave